# Out (periodico)
Out è una rivista statunitense di moda, intrattenimento e attualità con tematiche LGBT con la più alta diffusione nel suo paese tra i mensili rivolti allo stesso pubblico. Si presenta come stile in modo simile a Details, Esquire e GQ.

## Storia editoriale
Out è stato di proprietà di Robert Hardman, il suo investitore originale, fino al 2000, quando fu venduto a LPI Media, che fu successivamente acquisito da PlanetOut Inc. Nel 2008, PlanetOut Inc. vendette LPI Media a Regent Entertainment Media, Inc., una divisione di Here Media, che possiede anche Here TV.